# Alice Roosevelt Longworth
Alice Lee Roosevelt Longworth (Nova Iorque, 12 de fevereiro de 1884 – Washington, D.C., 20 de fevereiro de 1980) foi a única filha do ex-presidente norte-americano Theodore Roosevelt com sua primeira mulher, Alice Hathaway Lee. O seu esposo (desde 1906), Nicholas Longworth, foi o Presidente da Câmara dos Representantes dos Estados Unidos de 1925 até sua morte em 1931.
Viveu uma longa vida, morrendo perto dos 100 anos de idade. Foi conhecida como Princesa da Casa Branca. Encontra-se sepultada no Rock Creek Cemetery, Washington, D.C. nos Estados Unidos.